# Филиппинский дронго
Филиппинский дронго (лат. Dicrurus balicassius) — вид птиц семейства дронговых.
Естественная среда обитания филиппинского дронго — субтропические или тропические влажные низинные леса.

## Классификация
В 1760 году французский зоолог Матюрен Жак Бриссон использовал французское название Le Choucas des Philippines и латинское Monedula Philippensis для данного вида. Хотя Бриссон придумал латинские имена, они не соответствуют биномиальной системе и не признаны Международной комиссией по зоологической номенклатуре. Карл Линней придумал биномиальное имя Corvus balicassius. Видовое название balicasius происходит от Balicasiao, филиппинского слова, обозначающего эту птицу. Теперь филиппинкий отнесен к роду Dicrurus, который был введен французским орнитологом Луи Жаном Пьером Вийо в 1816 году.

### Подвиды
Выделяют пять подвидов.

## Описание
Филиппинский дронго среднего размера, половой деморфизм не выражен. Оба пола очень похожи по окраске оперения. Подвиды различаются по размеру. D. b. abraensis — самый крупный. Длина 26 см, вес 63,3-80 г. У этого вида самки того же возраста немного крупнее и тяжелее самцов. Филиппинские дронго — птицы крепкого и стройного вида с крупной головой, широким и крепким клювом. Клюв довольно длинным (по сравнению с клювом других видов дронго). Также этот вид птиц имеет короткие ноги, длинные крылья и хвост со слегка раздвоенным кончиком, причем два конца характерным образом направлены немного вверх. У обоих полов клюв и ноги черноватые, а глаза красновато-коричневые.

### Оперение
Оперение полностью чёрное, с наличием размытых оттенков темно-коричневого цвета на лице, груди, брюшной области, хвосте, а лоб, затылок, спина, крылья и надхвостье имеют синеватый цвет с металлическим отливом. Подвид mirabilis имеет белый живот.

## Образ жизни
Филиппинский дронго — дневная птица, которая живёт поодиночке или парами (иногда небольшими группами по 3-4 особи), проводя большую часть дня на приподнятом насесте (например, на шесте или ветке дерева, возвышающейся над землей).

## Питание
В основном, филиппинские дронго — насекомоядные птицы, рацион которых состоит в основном из летающих насекомых, пойманных в полете или найденных среди ветвей и листвы, а также из других беспозвоночных и очень спорадически также из пищи растительного происхождения (такой как зерна, ягоды и нектар).

## Размножение
Обнаружение гнезда (небольшого чашеобразного сооружения, расположенного на раздвоении дистальной части ветки дерева) в марте и пар в октябре и июле позволяют предположить, что филиппинские дронго способны размножаться в течение всего года. Скорее всего, размножение этого вида по времени точно следует тому, что можно наблюдать у других видов дронго.

## Распространение и среда обитания

### Распространение
Баликасский дронго является эндемиком Филиппин, центральную и северную часть которых он заселяет: вид присутствует на островах Лусон, Миндоро, Масбате, Панай, Негрос и Себу, а также на близлежащих более мелких островах.

### Среда обитания
Среда обитания этих птиц представлена вторичными влажными тропическими лесами, от уровня моря до 1200 м над уровнем моря.